# Renierita
La renierita es un mineral de la clase de los minerales sulfuros. Fue descubierta en 1948 en la Mina del Príncipe Leopoldo, una mina en la provincia de Katanga (en la actual República Democrática del Congo). Fue nombrada así en honor de Armand Renier, director de investigaciones geológicas de Bélgica.

## Características químicas
Es un sulfuro con cationes de cobre, cinc, hierro, germanio y arsénico. En la fórmula el balance de carga es mantenido mediante la sustitución acoplada Zn+Ge = Cu+As.
Además de los elementos de su fórmula, suele llevar como impurezas: galio y plomo.

## Formación y yacimientos
Es un mineral raro, que aparece en unos pocos yacimientos polimetálicos de alteración hidrotermal con germanio, así como en yacimientos en dolomías con cobre, plomo y cinc.
Suele encontrarse asociado a otros minerales como: germanita, tennantita, enargita, digenita, bornita, calcopirita o esfalerita.